# Championnats de Biélorussie de tennis de table
Les Championnats de Biélorussie de tennis de table sont une compétition organisée par la Fédération biélorusse de tennis de table depuis 1992 pour les joueurs de tennis de table biélorusses, dont les vainqueurs remportent le titre de champion de Biélorussie.

## Histoire
La compétition a lieu chaque année depuis 1992.

## Palmarès
| N°     | Année | Simples             | Simples              | Doubles                                   | Doubles                                   | Doubles                                  |
| N°     | Année | Messieurs           | Dames                | Messieurs                                 | Dames                                     | Mixte                                    |
| ------ | ----- | ------------------- | -------------------- | ----------------------------------------- | ----------------------------------------- | ---------------------------------------- |
| [ 1 ]  | 2010  | Pavel Platonov      | Pavlovich Veronika   | Pavlovich Viktoria/ Dubkova Elena         | Kuchuk Aleksandr/ Nekhviadovich Vital     | Nekhviadovich Vitali/ Pavlovich Veronika |
| [ 2 ]  | 2011  | Pavel Platonov      | Pavlovich Viktoria   | ?                                         | ?                                         | ?                                        |
| [ 3 ]  | 2012  | Kuchuk Aleksandr    | Alexandra Privalova  | Pavlovich Veronika/ Privalova Alexandra / | Platonov Pavel/ Barbolin Illia            | ?                                        |
| [ 4 ]  | 2013  | Pavel Platonov      | Alexandra Privalova  | Platonov Pavel/ Barbolin Illia            | Kuchuk Maryia/ Karagodina Inna            | Platonov Pavel/ Privalova Alexandraа     |
|        | 2014  | Pavel Platonov      | Dubkova Elena        | Shamruk Gleb/ Chumakou Dmitry             | Kuchuk Maryia/ Arlouskaya Alina           | Platonov Pavel>/ Baravok Katsiaryn       |
| [ 5 ]  | 2015  | Pavel Platonov      | Alexandra Privalova  | Barabanov Kiryl/ Khanin Aleksandr         | Kuchuk Maryia/ Arlouskaya Alina           | ?                                        |
|        | 2016  | Pavel Platonov      | Alexandra Privalova  | Platonov Pavel/ Barbolin Illia            | Baltushite Marharyta/ Bogdanova Nadezhdaа | Khanin Aleksandr/ Trigolos Daria         |
| [ 6 ]  | 2017  | Aleksandr Khanin    | Alexandra Privalova  | Platonov Pavel/ Barbolin Illia            | Nikitchanka Alina/ Patseyeva Hanna        | Khanin Aleksandr/ Trigolos Daria         |
|        | 2018  | Pavel Platonov      | Baltushite Marharyta | Khanin Aleksandr/ Shamruk Gleb            | Baravok Katsiaryna/ Baltushite Marharyta  | Khanin Aleksandr/ Trigolos Daria         |
| [ 7 ]  | 2019  | Aleksandr Khanin    | Trigolos Daria       | Platonov Pavel/ Barbolin Illia            | Trigolos Daria/ Bogdanova Nadezhda        | Tsiarokhin Andrei / Patseyeva Hanna      |
|        | 2020  | Pavel Platonov      | Trigolos Daria       | Khanin Aleksandr/ Rukletsov Vladislav     | Trigolos Daria/ Baravok Katsiaryna        | Khanin Aleksandr/ Trigolos Daria         |
| [ 8 ]  | 2021  | Vladislav Rukletsov | Katsiaryna Baravok   | Khanin Aleksandr/ Rukletsov Vladislav     | Trigolos Daria/ Bogdanova Nadezhda        | Khanin Aleksandr/ Trigolos Daria         |
| [ 9 ]  | 2022  | Rukletsov Vladislav | Katsiaryna Baravok   | Khanin Aleksandr/ Rukletsov Vladislav     | Miashchanskaya Ulyana/ Chakavaya Tatsiana | Rukletsov Vladislav/ Baravok Katsiaryna  |
| [ 10 ] | 2025  | Pavel Platonov      | Katsiaryna Baravok   | Heorhi KUNATS/ Viachaslau BELAKON         | Katsiaryna Baravok/ Darya KISEL           |                                          |